# Ли, Кристиан
Кристиан Ли (род. 21 июня 1998, Ванкувер, Британская Колумбия) — канадско-американский боец смешанных боевых искусств китайско-сингапурского происхождения, представитель лёгкой и полусредней весовой категории. Выступает на профессиональном уровне с 2015 года, известен по участию в турнирах престижной азиатской бойцовской организации ONE FC. Бывший чемпион лиги ONE FC в лёгком весе.

## Биография
Кристиан Ли родился 21 июня 1998 года. Кристиан Ли переехал в США, когда ему было пять лет. С раннего возраста начал заниматься смешанными единоборствами. Оба его родителя обладают черными поясами по различным единоборствам. Его старшая сестра Анджела Ли также является бойцом организации ONE FC, два его младших брата также являются спортсменами.
Кристиан тренируется в клубе «United MMA» в Гавайи (США), и в клубе «Evolve MMA» в Сингапуре вместе со своей сестрой Анджелой и её мужем Бруно Пуччи, который также выступает в организации ONE FC.
В 2015 году дебютировал в любительском турнире по ММА в организации Star Elite Cage Fighting, где победил в первом же раунде. В том же году дебютировал в профессиональном ММА. Все свои профессиональные бои провёл в самой престижной азиатской организации ONE FC. Владеет титулом ONE FC в лёгком весе.

## Титулы
- ONE FC
  -  Чемпион в лёгком весе.

## Статистика ММА
| Боёв 19  | Побед 15 | Поражений 4 |
| -------- | -------- | ----------- |
| Нокаутом | 10       | 1           |
| Сдачей   | 4        | 1           |
| Решением | 1        | 2           |

| Результат | Рекорд | Соперник                  | Способ                                        | Турнир                                     | Дата             | Раунд | Время | Место                  | Примечание                         |
| --------- | ------ | ------------------------- | --------------------------------------------- | ------------------------------------------ | ---------------- | ----- | ----- | ---------------------- | ---------------------------------- |
| Поражение | 15-4   | Рай Юн Ок                 | Решением (единогласным)                       | One Championship Revolution                | 24 сентября 2021 | 5     | 5:00  | Сингапур               | Уступил титул ONE FC в лёгком весе |
| Победа    | 15-3   | Тимофей Настюхин          | Техническим нокаутом (удары)                  | ONE on TNT 2: Ли — Настюхин                | 14 апреля 2021   | 1     | 1:13  | Сингапур               |                                    |
| Победа    | 14-3   | Юрий Лапикус              | Техническим нокаутом (удары)                  | One Championship Inside the Matrix         | 30 октября 2020  | 1     | 2:19  | Сингапур               |                                    |
| Победа    | 13-3   | Сайгид Гусейн Арсланалиев | Решением (единогласным)                       | One Championship Century — Часть первая    | 12 октября 2019  | 3     | 5:00  | Япония, Токио          |                                    |
| Победа    | 12-3   | Синъя Аоки                | Техническим нокаутом (удары)                  | One Championship Enter the Dragon          | 17 мая 2019      | 2     | 0:51  | Сингапур               |                                    |
| Победа    | 11-3   | Эдвард Келли              | Техническим нокаутом (удары)                  | One Championship Eternal Glory             | 19 января 2019   | 1     | 2:53  | Индонезия, Джакарта    |                                    |
| Победа    | 10-3   | Кадзуки Токудомэ          | Техническим нокаутом (удары)                  | One Championship Heart of the Lion         | 9 ноября 2018    | 1     | 3:07  | Сингапур, Каланг       |                                    |
| Поражение | 9-3    | Эдвард Келли              | Дисквалификацией (запрещенный бросок)         | One Championship Beyond the Horizon        | 8 сентября 2018  | 1     | 2:19  | Китай, Шанхай          |                                    |
| Поражение | 9-2    | Мартин Нгуен              | Решением (раздельным)                         | One Championship Unstoppable Dreams        | 18 мая 2018      | 5     | 5:00  | Сингапур, Каланг       |                                    |
| Победа    | 9-1    | Кацунори Ёкота            | Сабмишном (удушение гильотиной)               | One Championship Visions of Victory        | 09 марта 2018    | 2     | 4:34  | Малайзия, Куала-Лумпур |                                    |
| Победа    | 8-1    | Котэцу Боку               | Техническим нокаутом (удары)                  | One Championship Warriors of the World     | 09 декабря 2017  | 1     | 3:24  | Таиланд, Бангкок       |                                    |
| Победа    | 7-1    | Киану Сабба               | Сабмишном (рычаг локтя)                       | One Championship Quest for Greatness       | 18 августа 2017  | 3     | 1:11  | Малайзия, Куала-Лумпур |                                    |
| Победа    | 6-1    | Ван Джиан Пинг            | Техническим нокаутом (удары)                  | One Championship Kings of Destiny          | 21 апреля 2017   | 1     | 4:50  | Филиппины              |                                    |
| Поражение | 5-1    | Мартин Нгуен              | Техническим Сабмишном (удушение гильотиной)   | One Championship 45 Heroes of the World    | 13 августа 2016  | 1     | 4:30  | Китай, Макао           |                                    |
| Победа    | 5-0    | Роки Батолбатол           | Техническим нокаутом (удары)                  | One Championship 43 — Kingdom of Champions | 27 мая 2016      | 1     | 2:14  | Таиланд, Бангкок       |                                    |
| Победа    | 4-0    | Кэри Баллос               | Сабмишном (удушение Брабо)                    | One Championship 42 — Ascent to Power      | 06 мая 2016      | 1     | 2:07  | Сингапур, Каланг       |                                    |
| Победа    | 3-0    | Энтони Энгелен            | Техническим нокаутом (удары руками и локтями) | One Championship 39 — Union of Warriors    | 18 марта 2016    | 1     | 4:14  | Мьянма, Янгон          |                                    |
| Победа    | 2-0    | Мохаммед Махмуд           | Сабмишном (кимура)                            | One Championship 38 — Clash of Heroes      | 29 января 2016   | 1     | 2:20  | Малайзия, Куала-Лумпур |                                    |
| Победа    | 1-0    | Дэвид Мик                 | Техническим нокаутом (удары)                  | One Championship — Spirit of Champions     | 11 декабря 2015  | 1     | 0:29  | Филиппины, Манила      |                                    |